# Chris Pontius (soccer)
Ne doit pas être confondu avec Chris Pontius, membre du groupe Jackass.
Christopher Richard Pontius est un joueur international américain de soccer, né le 12 mai 1987 à Yorba Linda (Californie, États-Unis). Il joue au poste d'attaquant en MLS durant toute sa carrière.

## Biographie
Après ses études à l'Université de Californie à Santa Barbara, il est repêché en 7e position lors de la MLS SuperDraft de 2009 par le D.C. United.
Le 29 octobre 2019, il met un terme à sa carrière de joueur après plus de 250 rencontres en MLS.